# Buthus serrano
Espèce
Buthus serrano est une espèce de scorpions de la famille des Buthidae.

## Distribution
Cette espèce est endémique d'Andalousie en Espagne. Elle se rencontre vers Galera et Cúllar.

## Description
Le mâle holotype mesure 67,05 mm, le mâle paratype 64,90 mm et les femelles paratypes 59,50 et 69,10 mm.

## Publication originale
- Teruel & Turiel, 2020 : « The genus Buthus Leach 1815 (Scorpiones: Buthidae) in the Iberian Peninsula. Part 1: Four redescriptions and six new species. » Revista Iberica de Arachnologia, vol. 37, p. 3-60.